# Unterammergauer Forst
Der Unterammergauer Forst ist eine Gemarkung im Landkreis Garmisch-Partenkirchen.
Die Gemarkung hat eine Fläche von 1472 ha und liegt vollständig im Gemeindegebiet von Saulgrub.
Das ehemalige gemeindefreie Gebiet im Landkreis Garmisch-Partenkirchen wurde aufgelöst und am 1. Januar 1994 in die Gemeinde Saulgrub eingegliedert. Am 1. Januar 1990 hatte es eine Fläche von 1470,10 Hektar.